# Armando Quintero Martínez
Raúl Armando Quintero Martínez (Ciudad de México, 25 de noviembre de 1954) es un político mexicano, ha sido diputado federal, diputado local, presidente de la II Asamblea Legislativa, delegado y alcalde de Iztacalco, así como secretario de Transporte y Vialidad del Gobierno del Distrito Federal.

## Inicios
Armando Quintero fue trabajador de intendencia en la Universidad Nacional Autónoma de México, ahí inicia en la actividad política como representante del Sindicato de Trabajadores y Empleados de la UNAM, posteriormente fundó la organización Izquierda Revolucionaria y es miembro fundador del Partido de la Revolución Democrática. Tiene estudios de Economía.

## Carrera política
Fue electo diputado federal a la LVI Legislatura de 1994 a 1997 y a la Asamblea Legislativa del Distrito Federal de 2000 a 2003, este último año es a su vez electo Jefe Delegacional de Iztacalco, terminando su periodo en 2006; el 5 de diciembre de 2006, el jefe de Gobierno del Distrito Federal, Marcelo Ebrard, lo nombra Secretario de Transporte y Vialidad. 
En 2015 volvió a buscar la jefatura delegacional de Iztacalco, ahora por el partido Movimiento Ciudadano. En 2017 queda electo como Coordinador de Organización en Iztacalco y ganó la alcaldía para el periodo 2018-2021. El 7 de febrero de 2020 tomó protesta como presidente de la Asociación de Autoridades Locales de México A.C. (AALMAC) para el periodo 2020-2021, en sustitución de Francisco Javier Castellón Fonseca. El 14 de octubre de 2020, asume la presidencia de la Conferencia Nacional de Municipios de México (CONAMM) en sustitución de María Eugenia Campos, alcaldesa panista por Chihuahua. 